# Jerzy Buszkiewicz
Jerzy Buszkiewicz (ur. 20 lipca 1930 w Poznaniu, zm. 13 lutego 2000 tamże) – polski architekt, urbanista, wykładowca akademicki, członek Stowarzyszenia Architektów Polskich (SARP) Oddział w Poznaniu. Ojciec architekta Jacka Buszkiewicza.

## Życiorys
Był absolwentem Oddziału Architektury Wydziału Budownictwa Wyższej Szkoły Inżynierskiej w Poznaniu (1953) i Wydziału Architektury Politechniki Krakowskiej (1956). W latach 1963–1981 był członkiem PZPR. W latach 1963–1965 był stypendystą w Biurze Głównego Architekta Londynu (London County Council) (1963–1965). Następnie Główny Architekt Województwa (1975–1981). W latach 1975–1979 był docentem kontraktowym na PWSSP w Poznaniu, a następnie w latach 1980–1992 profesorem kontraktowym Instytutu Architektury i Planowania Przestrzennego Politechniki Poznańskiej.
Pochowany jest w Alei Zasłużonych na Cmentarzu Junikowo w Poznaniu.

## Odznaczenia i wyróżnienia
- Krzyż Kawalerski Orderu Odrodzenia Polski[1]
- Złoty Krzyż Zasługi (1969).
- Odznaka honorowa „Za Zasługi w Rozwoju Województwa Poznańskiego” (1971).
- Laureat Nagrody Honorowej Ministra Administracji, Gospodarki Terenowej i Ochrony Środowiska (1978).

## Dzieła
Jego autorstwa są m.in.:
- Pomnik Ofiar Faszyzmu w Lesie Rzuchowskim (1964, wspólnie z Józefem Stasińskim);
- obiekty kombinatu farmaceutycznego „Polfa” przy ul. Grunwaldzkiej w Poznaniu;
- Był generalnym projektantem oddanego w 1969 roku gmachu Urzędu Wojewódzkiego w Poznaniu, którego współautorem był Józef Maciejewski, za którą otrzymali nagrodę Ministra Budownictwa i Przemysłu Materiałów Budowlanych II stopnia za wybitne osiągnięcia twórcze w dziedzinie architektury i budownictwa oraz przemysłu materiałów budowlanych (1971, po zakończeniu realizacji);
- szereg sekcji oraz budynków mieszkalnych i usługowych dla osiedli "Winogrady" w Poznaniu - nagroda zespołowa II stopnia Ministra Budownictwa i Przemysłu Materiałów budowlanych za całokształt działalności projektowo-realizacyjnej dzielnicy mieszkaniowej "Winogrady" w Poznaniu (1979);
- trzy osiedla "Piastowskie" w Zielonej Górze;
- centrum Zielonej Góry - dom towarowy (PDT) i budynki mieszkalne (realizacja od 1972);
- hotel "Poznań" w Poznaniu - współautorzy: J. Maciejewski, Jerzy Liśniewicz - nagroda zespołowa I stopnia Ministra Budownictwa i Przemysłu Materiałów Budowlanych (1978).